# Sierra del Güendo
La sierra del Güendo es una sierra española, localizada en la provincia de Alicante en los municipios de Jijona, San Vicente del Raspeig y la partida rural del Monnegre alicantino.
La sierra del Güendo forma una barrera natural que delimita a un lado el valle del Sabinar de San Vicente del Raspeig con el territorio histórico de Monnegre dividido en Monnegre de Arriba en Jijona y Monnegre de Alicante ciudad.
La Lloma del Güendo es su cumbre más alta, ubicada exclusivamente en término municipal de Jijona. La sierra del Güendo forma parte de Monnegre, una comunidad tradicional, espacio natural y ZEPA de la Red Natura 2000.

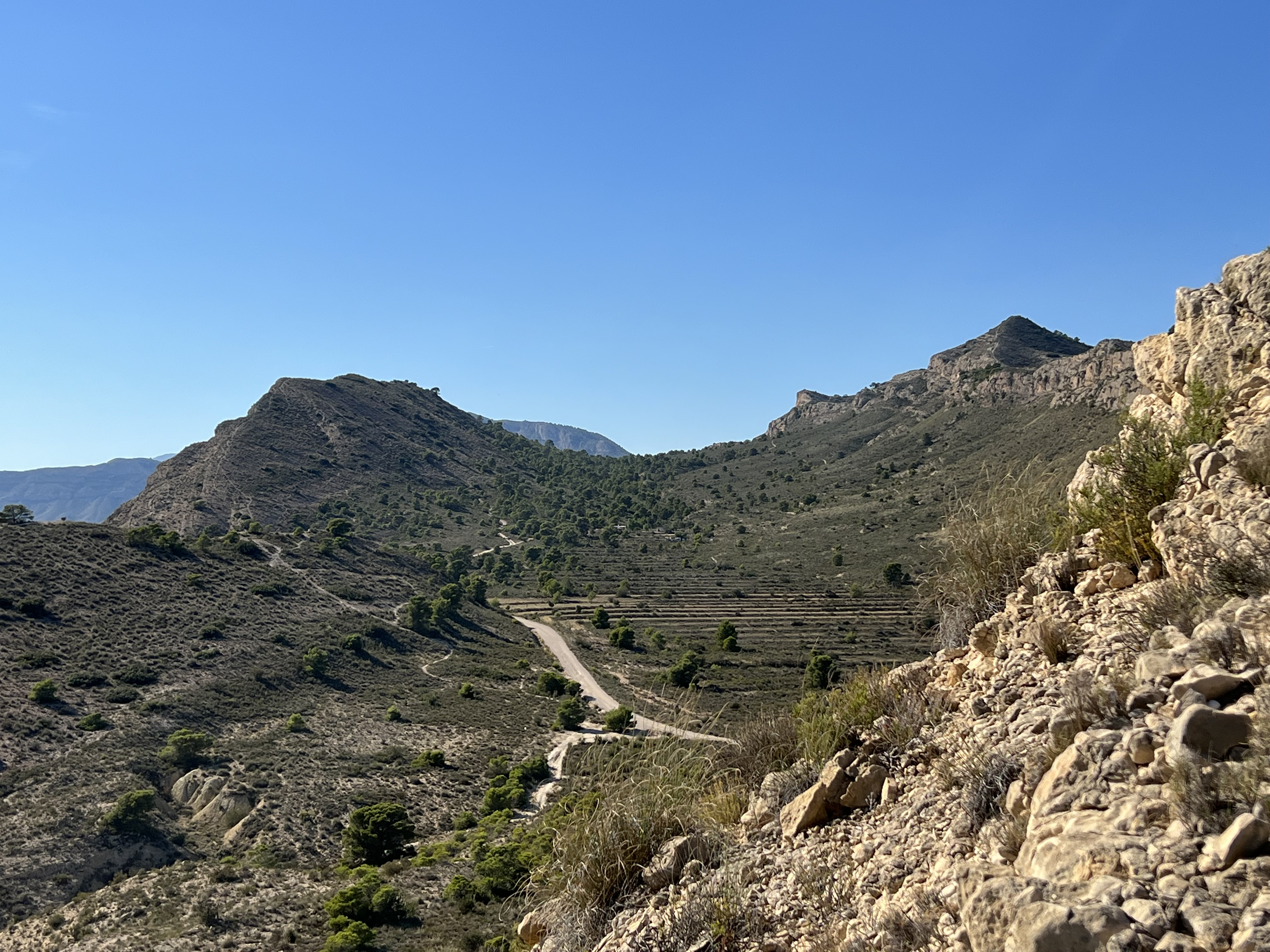
Vista de Penyes Roges y La Escobella desde la Sierra del Güendo.

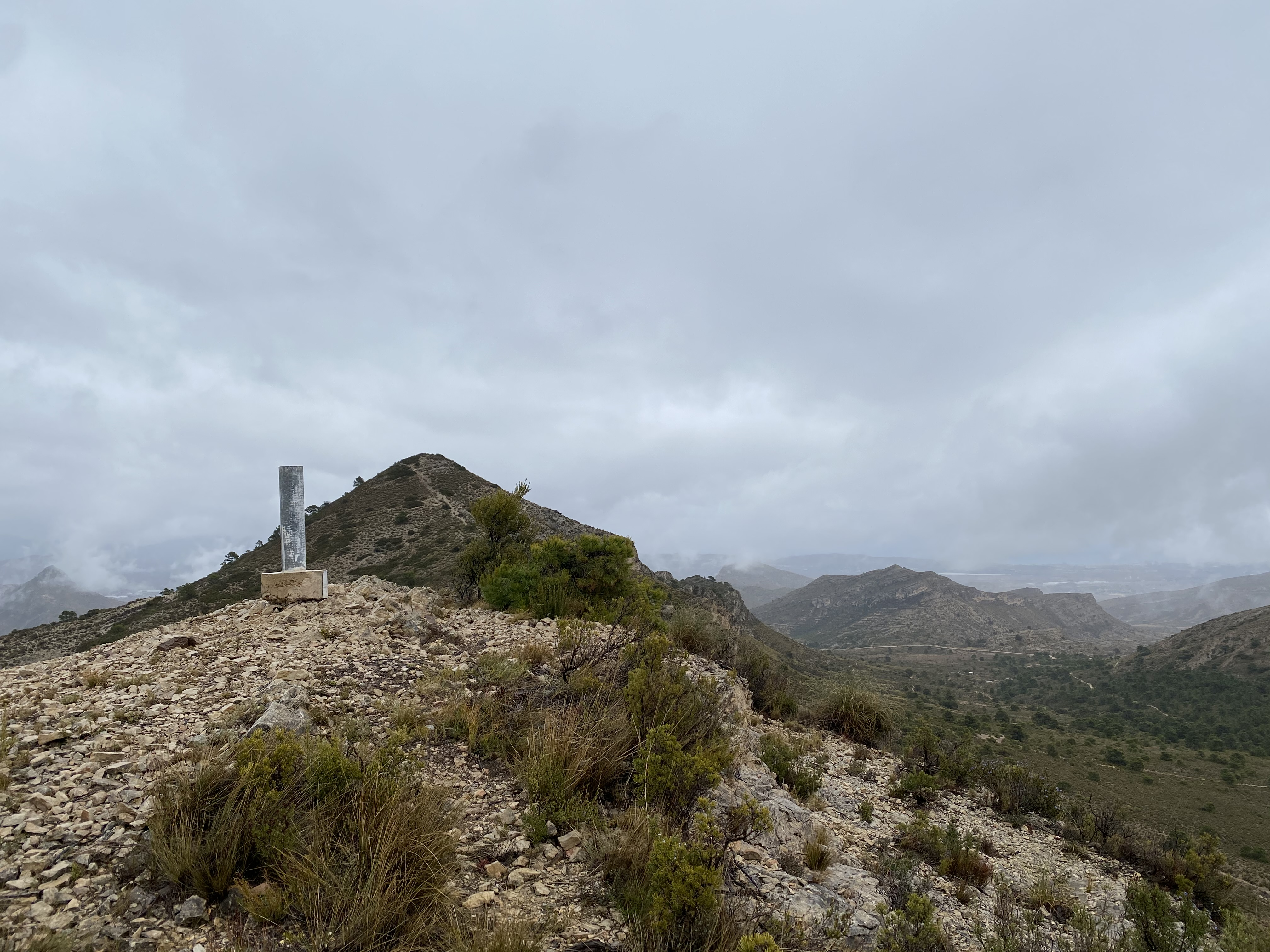
Vista de la Sierra del Güendo, al fondo a la derecha, desde La Escobella.

## Toponimia
El Güendo es una figura del folclore valenciano, aunque su presencia es menos conocida que la de otros personajes como el Butoni, la Quarantamaula o el Moro Mussa.
Según el Diccionari català-valencià-balear, los lluendos, uendos o güendos, es una deformación en la Comunidad Valenciana de la palabra duendes en castellano. Los duendes, o donyets en valenciano, en tierras valencianas reciben diferentes nombres según los escritores Francisco Martínez y Martínez y Francisco Badenes y Dalmau como duendos, uendos o güendos.
Los güendos son espíritus familiares vinculados a una casa o una familia. Son espíritus, con un punto divertido, de antepasados, las almas de los difuntos familiares que se mantienen cerca de los vivos y velan por sus descendientes. Tienen un carácter protector del hogar y del campo al que están vinculados. Se les responsabiliza de las luces que se mueven dentro de casas inhabitadas y de ruidos que no tienen explicación, lanzamiento de piedras, arrastre de cadenas, patadas... También entran en las casas habitadas y hacen ruido, ensucian y cambian las cosas de sitio, no dejan dormir y molestan. Eran utilizados para ahuyentar a los visitantes indeseados para huertas y bancales con sus luces de lámparas.
Recibe diversos nombres según el mapa que se consulte, alternando los topónimos Güendo o Guendo, con Sierra, Lloma o Loma, con la preposición "de" o la contracción "del" o sin ellas: Sierra Güendo, Sierra Guendo, Sierra de Güendo, Sierra de Guendo, Lloma Güendo, Lloma Guendo, Lloma de Güendo, Lloma de Guendo, Lloma del Güendo, Lloma del Guendo, Loma Güendo, Loma Guendo, Loma de Güendo, Loma de Guendo, Loma del Güendo, Loma del Guendo. El más correcto teniendo en cuenta que un güendo es un duende en la mitología valenciana, es el de sierra del Güendo, con su cumbre llamada Lloma del Güendo.

## Geografía
El Güendo forma una barrera natural que delimita a un lado el valle del Sabinar y al otro lado la partida histórica de Monnegre. Se trata de un conjunto montañoso bien erguido, que por su complejidad es difícil de interpretar. Por el norte las capas de caliza que cimbran su encimera se abisman de tal manera hacia una fractura desgarre (el enlace con la alineación de la sierra de La Escobella), que hendida por un arroyo, forma una encañada tan angosta, que se conoce como el Barranc del Infern.
De la sierra del Güendo nacen dos cursos de agua claves en la comarca del Campo de Alicante, el barranco de Cocons que se inicia en el piedemonte de la Lloma del Güendo, y el barranco del Boter que se inicia en el Alt de la Coveta Fumada. Ambos, recogen aguas de escorrentías y se fusionan en La Torreta en Muchamiel formando el cauce principal de la rambla del Juncaret ya hasta su desembocadura en la playa de la Albufereta.
En la actualidad es un enclave de referencia en el deporte de montaña del entorno con cantidad de rutas para senderismo, trail running y ciclismo de montaña.

## Cumbres
Su cima es la Lloma del Güendo que posee una altura de 571 m. Las otras cumbres señaladas que posee la sierra es Peñas del Güendo de 485 m y el Alt de la Coveta Fumada de 471 m.
| Cumbre                  | Altura | Municipios donde se ubica        |
| ----------------------- | ------ | -------------------------------- |
| Lloma del Güendo        | 571 m  | Jijona                           |
| Peñas del Güendo        | 485 m  | Jijona y San Vicente del Raspeig |
| Alt de la Coveta Fumada | 471 m  | Jijona                           |